# 旧エンバーソン邸
旧エンバーソン邸（きゅうエンバーソンてい）は、静岡県静岡市駿河区池田に所在する明治時代の西洋建築物。静岡市指定有形文化財に指定されている。

## 概要
1901年（明治34年）にカナダから日本に派遣された宣教師であるロバート・エンバーソン（1867年 - 1910年）の邸宅として、1904年（明治37年）に静岡教会の敷地（現在の静岡市葵区西草深）に建てられた。旧エンバーソン邸が西草深に建てられた時の場所は、それ以前に徳川慶喜邸があった場所の一部にあたる。慶喜は1888年（明治21）3月6日から1897年（明治30年）11月19日に巣鴨に移るまでの間、そちらに住んでいた。後に静岡市駿河区池田（日本平動物園横）に移築され、土日祝日に無料で一般公開されている。1995年度に第4回 静岡市景観大賞 優秀賞を受賞している。2009年には静岡市の有形文化財に指定されている。

## 構造
木造2階建てで、屋根は瓦葺き、襖を使用したり、階段の手すりに擬宝珠の装飾を施すなど、日本建築の要素も取り入れられている。一方で、カナダの住宅建築にみられる、キングポストトラス（屋根荷重を平準化させる構造物）が使用されている。

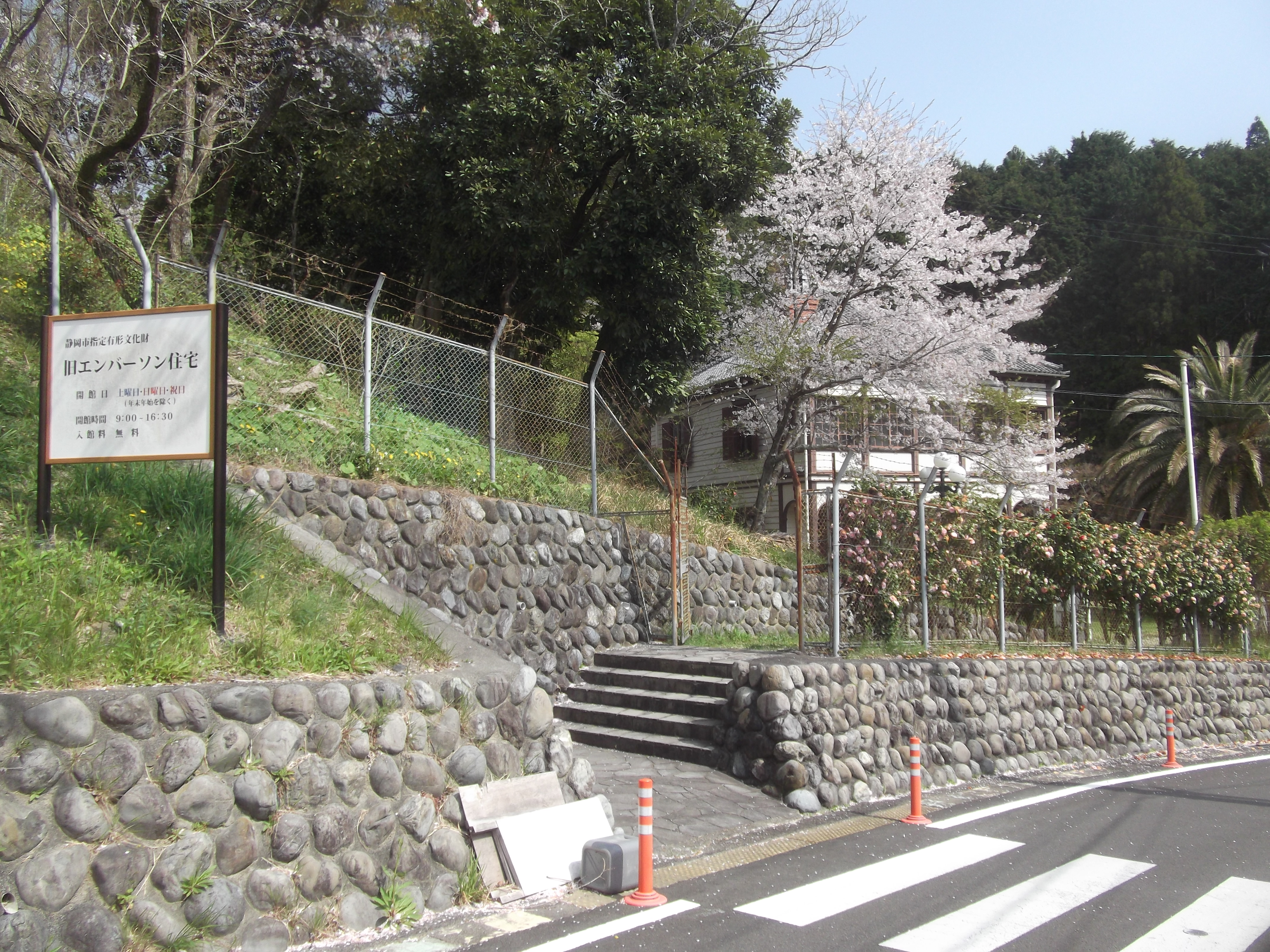
入り口
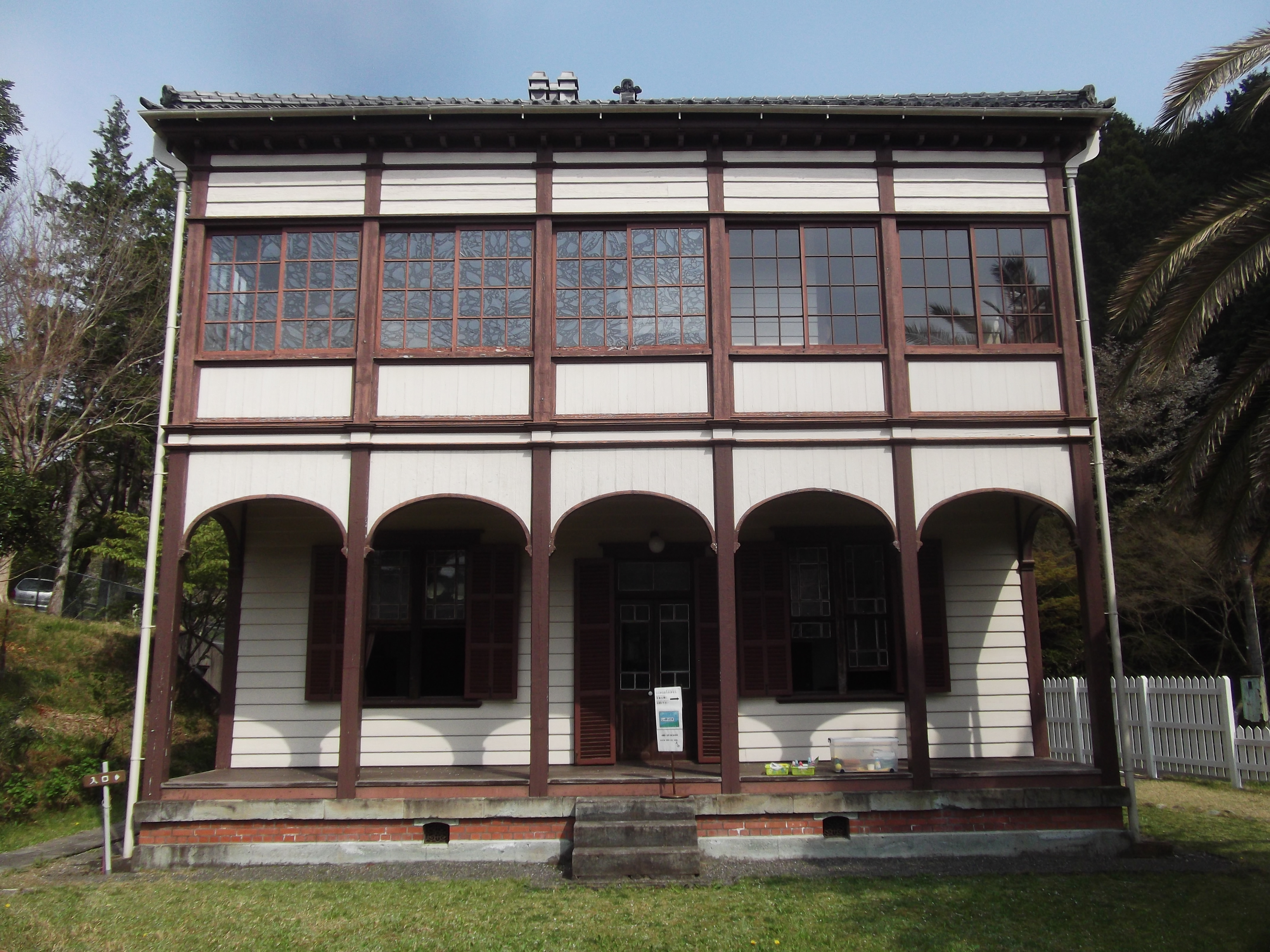
正面
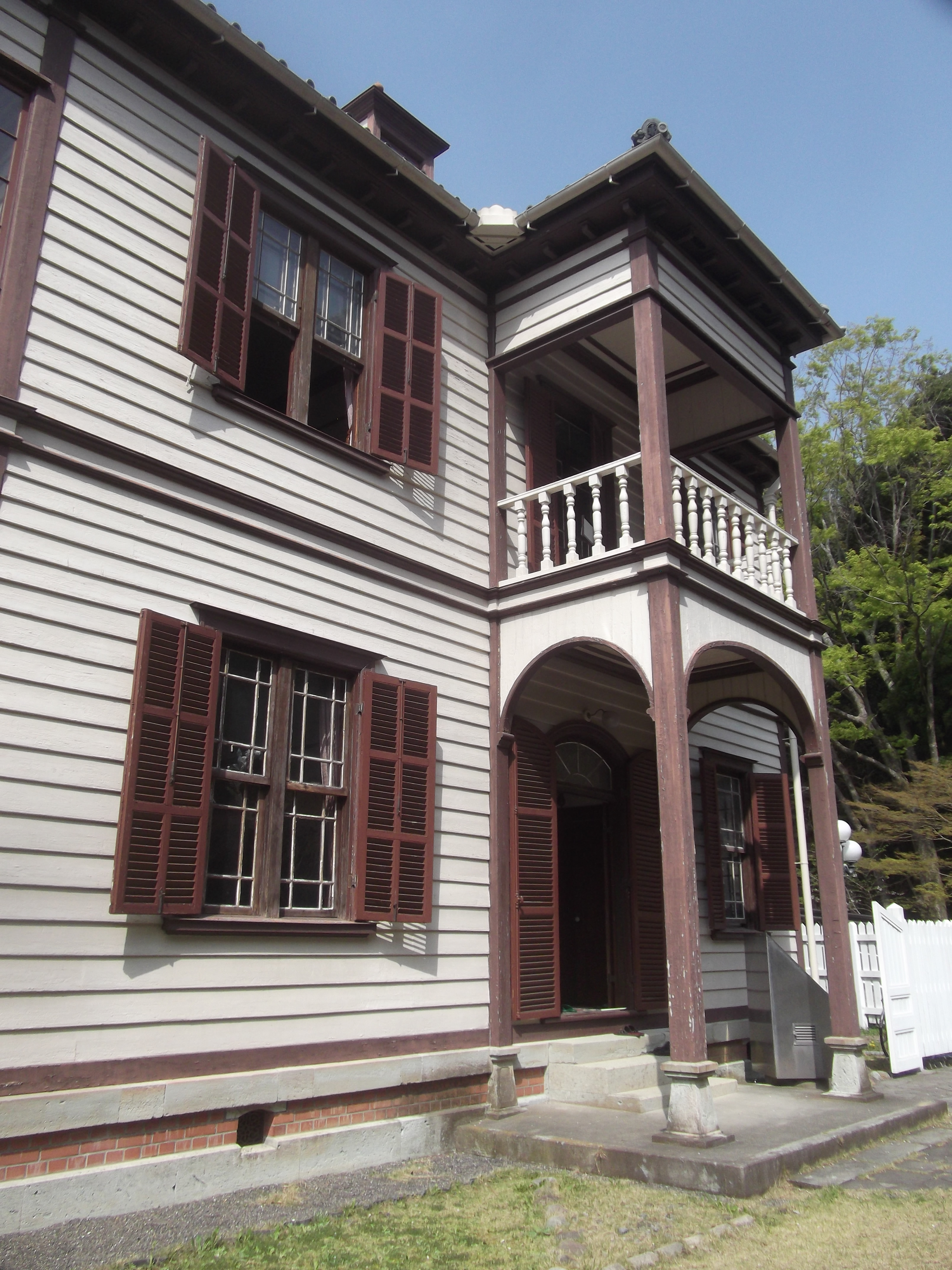
玄関とその上のバルコニー
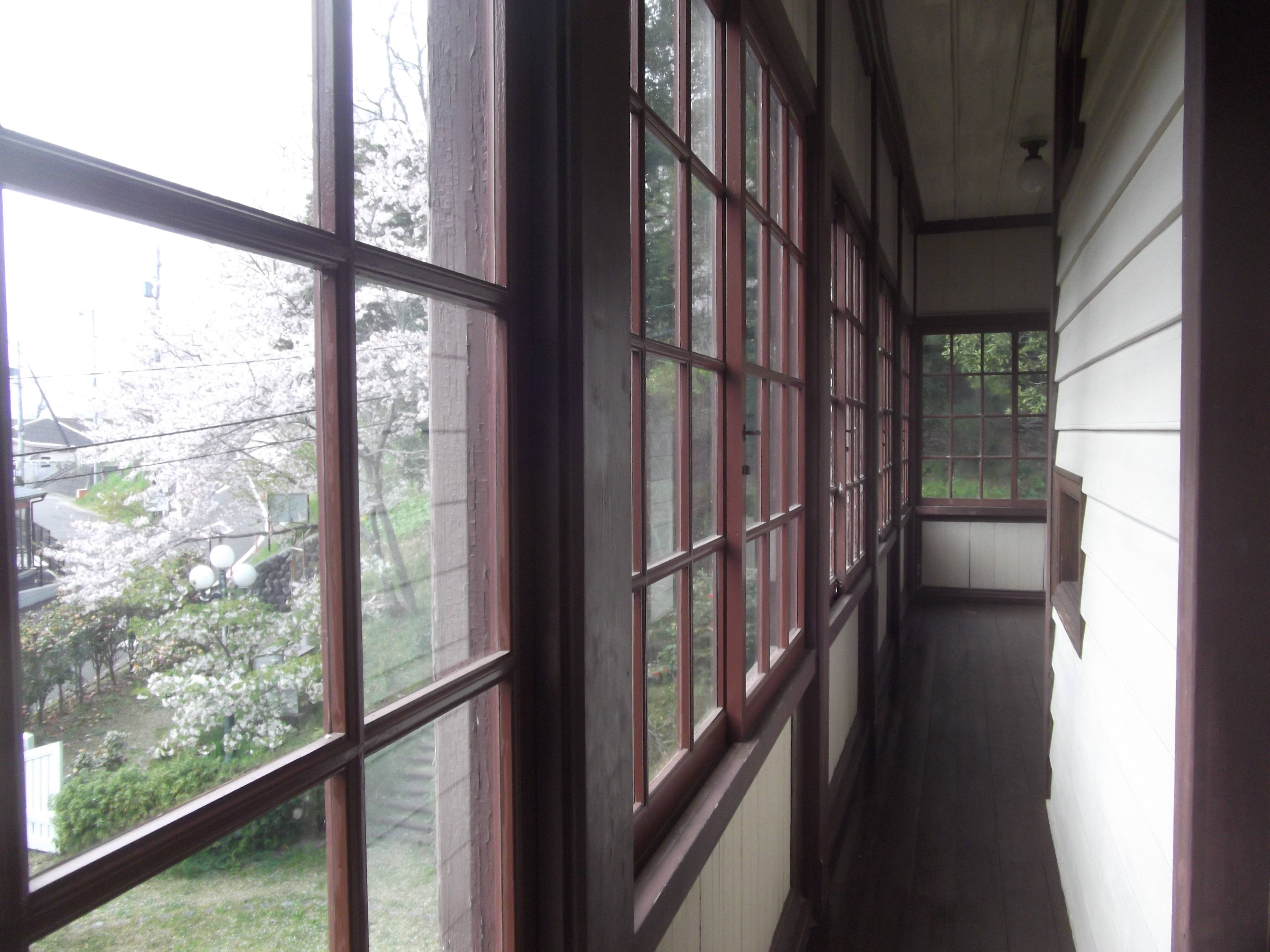
サンルーム
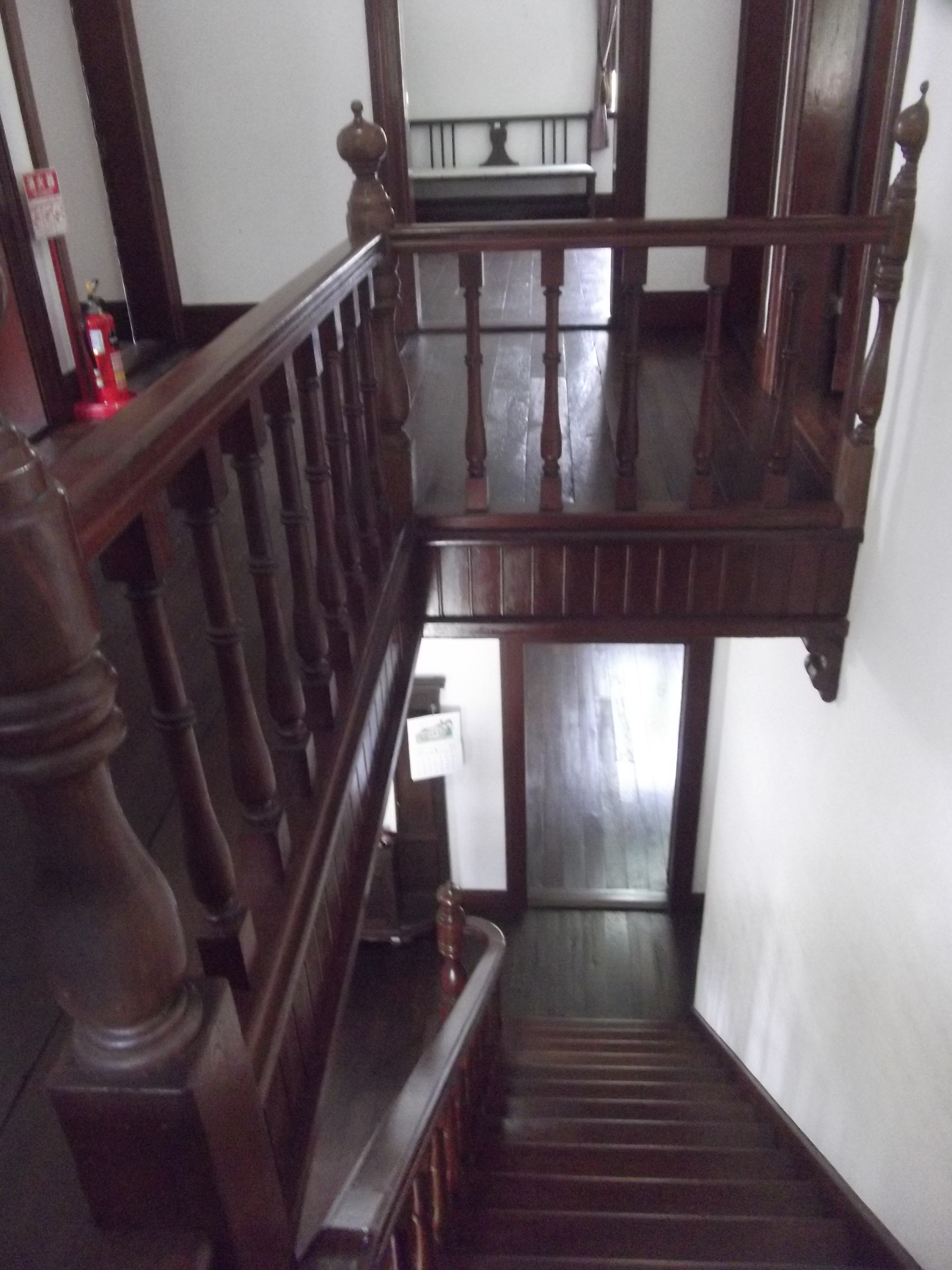
階段と手すりの擬宝珠
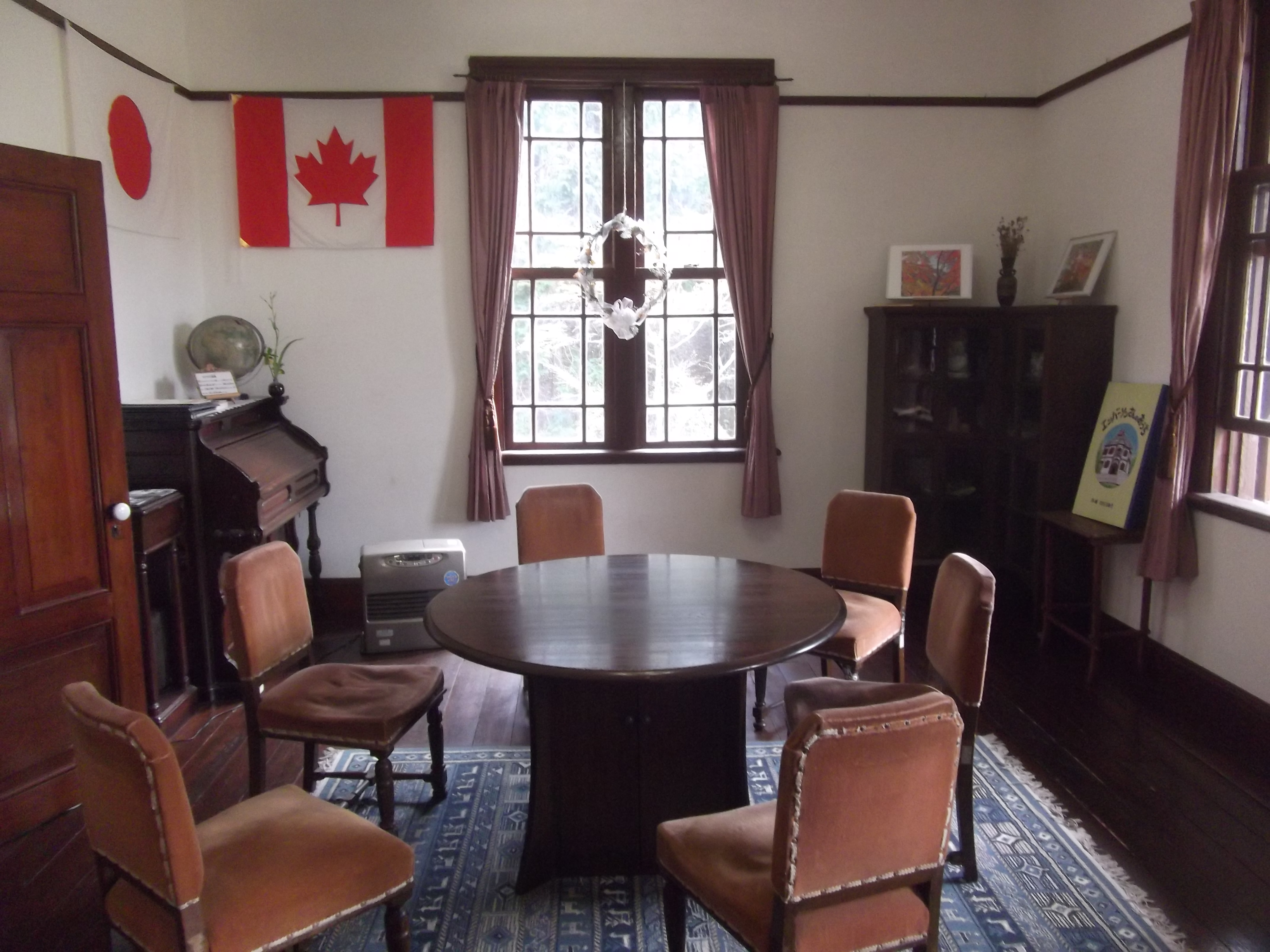
部屋の内装

## 沿革

### 建築前
1884年（明治17年）9月 関口隆吉(初代静岡県知事・静岡英和女学院創設者) 、静岡に赴任し静岡市西草深町25番地に入居。
1886年（明治19年）9月 関口隆吉、静岡市片羽町に転居。
1888年（明治21年）3月6日 徳川慶喜、静岡市紺屋町の邸宅から静岡市西草深町25番地に転居。
1897年（明治30年）11月19日 徳川慶喜、東京都豊島区巣鴨に転居。
1900年（明治33年）11月25日 - 徳川慶喜の屋敷が安池家に買い取られホテル『葵ホテル』として開業。
1901年（明治34年）10月1日 ロバート・エンバーソン、静岡市に赴任。

### 建築後
1904年（明治37年）
- 2月8日 - 日露戦争開戦。

- 4月1日 - 徳川慶喜の屋敷があった静岡市西草深町25番地の一角（現在の静岡市葵区西草深町15−25）に宣教師館が完成。エンバーソン入居。

- 11月20日 - 葵ホテルがロシア人捕虜収容所として陸軍省に借り上げられ、捕虜120人が収容される[5]。エンバーソンも彼らの世話を務めた[6]。

1905年（明治38年）
- 9月5日 - 日露戦争終了。

- 10月 - エンバーソンによりエンバーソン邸敷地内に学生寄宿舎が建てられる。

- 11月8日 - 午前0時40分に葵ホテル倉庫より出火し、午前2時頃鎮火。倉庫及び本宅を焼失。エンバーソン邸は類焼を免れる[5]。

1907年（明治40年）
- 4月27日 エンバーソン帰国[7]。
- 5月 エンバーソンの後任宣教師としてホームス(Charles Parsons Holmes)宣教師が東京から静岡に赴任する[8][9]。

1908年（明治41年）
- 9月 エンバーソン、再来日[10]。
- 9月21日 ホームス宣教師、浜松教会に転任[11]。

1910年（明治43年）
- 1月 エンバーソン、カナダへ帰国[12]。
- 2月 ロバート・コーネル・アームストロング宣教師(浜松教会初代宣教師)が金沢から赴任し、入居[12][13]。
- 6月 アームストロング宣教師、カナダへ帰国。ウィリアム・ガーフィヰルド・カナレー(William Garfield Connoly)宣教師が赴任し、入居[12][14]。

1913年（大正2年）12月 カナレー宣教師、カナダへ帰国 。アルフレッド・テニソン・ウィルキンソン(Alfred Tennyson Wilkinson)宣教師、長野・富山より赴任して入居。
1926年（大正15年）6月6日 学生寄宿舎がエンバーソンホールと命名される。
1928年（昭和 3年） 6月 ウィルキンソン宣教師、帰国。レイランド・サンフォード・サー・オールブライト(Leland Sanford Sr.Albriright)宣教師、神戸より赴任して入居。
1933年（昭和 8年） 6月 オールブライト宣教師、中央会堂(現・本郷中央教会)に転任。アルフレッド・ラッセル・ストーン(Alfred Russell Stone)宣教師、浜松より赴任して入居。
1934年（昭和 9年） 9月 ストーン宣教師、長野に転任。ウヰルバート・ロイ・マクリヤムス(Wilbert Roy McWilliams)宣教師、名古屋から赴任して入居。
1939年（昭和14年）7月 マクリヤムス宣教師、帰国。
1940年（昭和15年）1月 廣瀬修造(静岡英和女学院理事長)、入居。
1944年（昭和19年）静岡英和女学院の明治29年校舎と明治35年校舎をエンバーソン邸の敷地に移築。
1945年（昭和20年）6月20日 静岡大空襲により静岡英和女学院は明治35年校舎以外のすべての校舎を失う。また、静岡教会は会堂と牧師館を失う。静岡英和女学院と静岡教会は明治35年校舎と旧エンバーソン邸を用いて復興を開始する。
1955年（昭和30年）12月20日、カナダ合同教会が旧エンバーソン邸を静岡教会と静岡英和女学院に譲渡。静岡教会が旧エンバーソン邸と敷地約400坪、英和女学院が敷地約200坪の所有者となる。

### 曳家後
1956年（昭和31年）12月15日 宣教師館移動工事開始。
1958年（昭和33年）
- 1月6日 静岡教会の会堂を建てるために、15メートルの曳家が行われる[21]。この時に離れの部分が無くなった。また、周りにあった木々の一部は静岡高校に移植された。
- 11月 静岡教会の牧師館完成。
- 12月15日 静岡教会の会堂が献堂。

1960年（昭和35年）1月4日 廣瀬修造、交通事故で死去。
1985年（昭和60年） 3月 日本基督教団静岡教会が老朽化を理由に解体を表明したことに対して、河合代悟静岡市長が旧エンバーソン邸の保存を表明。
1986年（昭和61年） 3月 静岡市が旧エンバーソン邸の保存を決定。静岡市が日本基督教団静岡教会から寄贈を受ける形で保存を手がけることになる。
1986年（昭和61年） 9月 旧エンバーソン邸の解体開始。

### 移築後
1987年（昭和62年） 1月 静岡市駿河区池田（日本平動物園横）に旧エンバーソン邸の復元開始。
1987年（昭和62年）10月28日 旧エンバーソン邸の復元完了。その後、公開されている。
2009年（平成21年）8月28日に静岡市有形文化財に指定された。

## 歴代住人
1904年（明治37年） 4月 ～ 1907年（明治40年） 5月  ロバート・エンバーソン(Robert Emberson)宣教師　 (児童養護施設 静岡ホーム創立者)
1908年（明治41年） 9月 ～ 1910年（明治43年） 1月  ロバート・エンバーソン宣教師
1910年（明治43年） 2月 ～ 1910年（明治43年） 6月  ロバート・コーネル・アームストロング(Robert Cornell Armstrong)宣教師 　(児童養護施設 静岡ホーム2代総理)
1910年（明治43年） 9月 ～ 1913年（大正 2年）12月  ウィリアム・ガーフィヰルド・カナレー(William Garfield Connoly)宣教師　(児童養護施設 静岡ホーム4代総理)
1913年（大正 2年）12月 ～ 1928年（昭和 3年） 6月  アルフレッド・テニソン・ウィルキンソン(Alfred Tennyson Wilkinson)宣教師（児童養護施設 静岡ホーム6代総理）
1928年（昭和 3年） 9月 ～ 1933年（昭和 8年） 6月  レイランド・サンフォード・サー・オールブライト（Leland Sanford Sr.Albriright）宣教師（児童養護施設 静岡ホーム7代総理）
1933年（昭和 8年） 6月 ～ 1934年（昭和 9年） 8月  アルフレッド・ラッセル・ストーン(Alfred Russell Stone)宣教師（児童養護施設 静岡ホーム9代総理・遠州地区主任宣教師）
1934年（昭和 9年） 9月 ～ 1939年（昭和14年）7月  ウヰルバート・ロイ・マクリヤムス（Wilbert Roy McWilliams）宣教師（児童養護施設 静岡ホーム10代総理）
1940年（昭和15年）1月 ～ 1960年（昭和35年）1月 廣瀬修造（市会議長・静岡英和女学院理事長・静岡教会会堂建築委員長）

## 逸話

### 曳家時の失敗
1958年（昭和33年）1月6日に曳家を行う際、失敗して内部の煙突が壊れている。この日の混乱は、当時の住人であった廣瀬修造が記録に残している。
「一月六日 日曜日　宣教師館移転。今朝河原組着工、さながら戦場の如き大混乱であった。安全と思って片附けた二階が、暖房装置破壊のために砂塵を浴びた。望月、青山、山下、山崎氏等大勢で応援して呉れ助かった。破壊された離れで妻と二人で夜を明かした。」

### ロケ地
- 映画『雪子さんの足音』の舞台となる下宿の建物として、旧エンバーソン邸で撮影が行われた。この映画は監督は浜野佐知、主演は吉行和子、原作は木村紅美。2019年2月公開。
- 映画『ミステリと言う勿れ』の末裔の家のシーン[25][26]。2023年9月公開。
- 乃木坂46『考えないようにする』MV[27]。2023年8月発売。
- 原田知世『Here Comes The Sun』MV[28]。2023年10月発売。
- ドラマ『噓解きレトリック』第7話[29]。2024年11月18日 放送。